# Asciano
Asciano è un comune italiano di 6 808 abitanti della provincia di Siena in Toscana.
Il centro storico, di origini medievali, conserva svariati monumenti. 
La parte occidentale e meridionale del territorio comunale si caratterizza per un susseguirsi di biancane e calanchi che formano il paesaggio dalle caratteristiche lunari delle crete senesi, conosciuto fin dal Medioevo come deserto di Accona.

## Geografia fisica

### Territorio
- Diffusività atmosferica: media, Ibimet CNR 2002

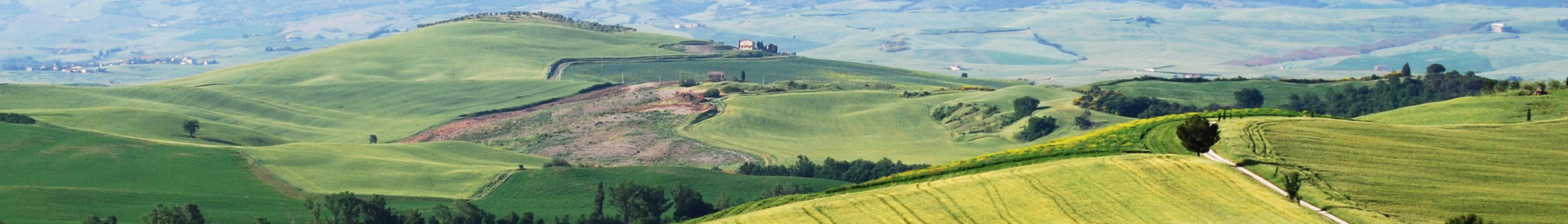
Paesaggio delle Crete Senesi

## Storia
La leggenda di fondazione vuole la città sorta su iniziativa di Ascanio, figlio di Remo e fratello di Senio, che fondò invece Siena. La realtà restituita dai rinvenimenti archeologici, soprattutto sporadici, è invece assai diversa. Oltre a rari ritrovamenti ascrivibili all'eneolitico all'età del bronzo e alla prima età del Ferro sono infatti etruschi i contesti che più diffusamente caratterizzano tutto il territorio comunale.

### Asciano in epoca etrusca
Teatro dei principali rinvenimenti etruschi nel territorio comunale di Asciano sono il Tumulo del Molinello (utilizzato dal VII al I sec. a.C.) e la necropoli di Poggio Pinci ( V sec. a.C.).

### Asciano in epoca romana
Mentre i contesti etruschi rinvenuti sono esclusivamente di tipo funerario e sacro, l'unica evidenza monumentale di epoca romana è invece pertinente ad una struttura residenziale ed è costituita da un mosaico conservato in via del Canto. Rinvenuta nel 1899 dalla famiglia Francini Naldi, la pavimentazione policroma doveva appartenere ad un vano di un impianto termale o ad un ambiente di rappresentanza facente parte di una ricca villa di epoca imperiale. Sinora attribuita al patrimonio della famiglia dei Domizi sulla base del rinvenimento di un bollo laterizio la dimora doveva prospettare in modo panoramico sulla vicina valle del torrente Bestina.

### Asciano in epoca medievale
Le notizie di Asciano in età longobarda sono legate ad una pieve, contesa, nell'anno 714, tra i vescovi di Siena e Arezzo, identificata con l'ormai sconsacrata chiesa di Sant'Ippolito. Più tardi il centro divenne poi feudo dei conti Cacciaconti-Scialenga (IX secolo), finché non fu acquistato dal Comune di Siena nel 1275. Nel Trecento i senesi rafforzarono le mura, tenendolo fino alla caduta della Repubblica nel 1554. Da allora ha seguito le vicende del Granducato di Toscana.

### Asciano in epoca moderna e contemporanea
Il 19 aprile 1862 nei pressi di Asciano avvenne un grave incidente delle Ferrovie Centrali Toscane, in cui persero la vita 22 soldati e 60 persone rimasero ferite.

### Storia naturale
Nel 2008, dagli affioramenti di argille plioceniche situati a pochi km dal centro abitato, sono riemersi i resti fossili di una specie di delfino vissuto nella zona oltre 3 milioni di anni fa, in un periodo in cui gli attuali calanchi erano il fondale del mare tirrenico. Il reperto è stato considerato dagli studiosi di grande valore scientifico perché si tratta di una specie fossile mai studiata in precedenza.

### Simboli
Lo storico stemma di Asciano (una branca di leone tenente un'ascia) era stato riconosciuto con DPCM del 12 ottobre 1953 e poi modificato e concesso assieme al gonfalone con decreto del presidente della Repubblica dell'8 giugno 2007.
Il gonfalone, dapprima concesso con DPR del 5 giugno 1954 e poi con il DPR dell'8 giugno 2007, è un drappo di giallo con la bordatura di rosso.

## Monumenti e luoghi d'interesse

### Architetture religiose

#### Capoluogo
- Collegiata di Sant'Agata
- Chiesa di San Bernardino
- Chiesa di San Francesco, anche nota come San Lorenzo
- Chiesa di Sant'Agostino
- Pieve di Sant'Ippolito
- Oratorio della Compagnia di Santa Croce
- Cappella di San Giuseppe
- Monastero di San Cristoforo a Rofeno
- Cappella dei Santi Fabiano e Sebastiano
- Chiesa della Madonna del Giardino a Camparboli

#### Territorio comunale
- Chiesa del Sacro Cuore a Arbia
- Chiesa della Madonna del Castellare
- Chiesa della Medaglia Miracolosa a Castelnuovo Scalo
- Pieve dei Santi Nazario e Celso a Chiusure
- Chiesa di Santa Maria Assunta a Chiusure
- Chiesa di San Michele Arcangelo a Chiusure
- Chiesa della Compagnia del Santissimo Sacramento a Chiusure
- Santuario della Madonna delle Grazie a Chiusure
- Chiesa di Santa Lucia a Medane
- Chiesa di Sant'Andrea a Mucigliani
- Abbazia di Monte Oliveto Maggiore
- Cappella della Madonna dell'Onigo a Monte Oliveto Maggiore
- Cappella di San Benedetto a Monte Oliveto Maggiore
- Cappella di San Bernardo Tolomei a Monte Oliveto Maggiore
- Cappella di Santa Croce a Monte Oliveto Maggiore
- Cappella di Santa Francesca Romana a Monte Oliveto Maggiore
- Cappella di Santa Scolastica a Monte Oliveto Maggiore
- Pieve di San Vito in Versuris,[13] nei pressi di Torre a Castello
- Pieve di San Martino in Grania
- Cappella di Baccoleno, presso l'omonima località
- Chiesa di Santa Francesca Romana a Bollano, presso l'omonima località
- Cappella della Campana, presso l'omonima località
- Cappella di San Pietro a Casabassa, presso l'omonima località
- Cappella di Casabianca, presso l'omonima località
- Cappella dei Santi Martino e Antonio a Castelnuovo Grilli, presso l'omonima località
- Chiesa di San Giovanni Battista Decollato a Collanza, presso l'omonima località
- Cappella di Santa Maria Goretti a Cristena, presso l'omonima località
- Chiesa di San Bartolomeo a Leonina, presso l'omonima località
- Cappella di San Filippo Neri a Moccio, presso l'omonima località
- Chiesa dei Santi Sabino e Alberto a Montalceto, presso l'omonima località
- Oratorio di Sant'Elisabetta a Montalceto, presso l'omonima località
- Chiesa di Sant'Andrea a Montauto, presso l'omonima località
- Chiesa di San Bartolomeo a Monte Sante Marie, presso l'omonima località
- Oratorio di Santa Maria Maddalena a Monte Sante Marie, presso l'omonima località
- Cappella di San Matteo a Montebaroni, presso l'omonima località
- Chiesa dei Santi Cristoforo e Giacomo a Montecalvoli, presso l'omonima località
- Chiesa e canonica di San Clemente a Montecerconi, presso l'omonima località
- Chiesa di San Giovanni Evangelista a Montecontieri, presso l'omonima località
- Chiesa di Santa Maria in Montemori, presso l'omonima località
- Chiesa dei Santi Giacomo e Cristoforo a Monteucci, presso l'omonima località
- Cappella di Santa Maria al Palazzaccio, presso l'omonima località
- Cappella di Palazzo Monaci, presso l'omonima località
- Cappella di Palazzo Primo, presso l'omonima località
- Cappella di Poggio Pinci, presso l'omonima località
- Cappella di Santa Lucia a Pulteno, presso l'omonima località
- Cappella di Rosennano, presso l'omonima località
- Cappella di Santa Maria a Salteano, presso l'omonima località
- Cappella di San Placido a Segale, presso l'omonima località
- Chiesa di San Clemente e della Natività di Maria a Torre a Castello
- Tabernacolo di Torre a Castello, nei pressi dell'omonima località
- Chiesa di San Florenzo a Vescona, presso l'omonima località
- Pieve di San Giovanni Battista a Pievina, nell'omonima località presso Vescona
- Oratorio B. V. Maria Regina, presso il Podere Alberese.

### Architetture civili
- Torre della Mencia (la torre civica di Asciano)
- Palazzo del Podestà
- Palazzo Cacciaconti
- Palazzo Corboli
- Pozzo di palazzo Corboli
- Palazzo Fabbri
- Palazzo Tolomei
- Palazzo Tommasi
- Fonte della Pianella
- Fonte del Grano
- Fornace di Asciano
- Casa del Fascio
- Ponte del Garbo
- Fattoria di Camposodo, nell'omonima località
- Fattoria di Castelrenieri, nell'omonima località
- Fattoria Chigi a Vescona
- Palazzo dello Spedale a Chiusure
- Pozzo di Chiusure, nell'omonima località
- Foresteria di Monte Oliveto Maggiore
- Peschiera di Monte Oliveto Maggiore
- Pozzo dell'abbazia di Monte Oliveto Maggiore
- Podere di Palazzo Monaci, nell'omonima località
- Podere di Rosennano, nell'omonima località
- Tenuta di Monte Sante Marie, nell'omonima località
- Villa della Campana, nell'omonima località
- Villa di Casabianca, nell'omonima località
- Villa di Castelnuovo Grilli, nell'omonima località
- Villa Spennazzi a Medane
- Villa di Montalceto, nell'omonima località
- Terme di Montalceto, nell'omonima località
- Villa di Montauto, nell'omonima località
- Villa di Montemori, nell'omonima località
- Villa del Palazzaccio, nell'omonima località
- Villa di Palazzo Primo, nell'omonima località
- Villa Bargagli Stoffi a Poggio Pinci
- Villa Pini a Poggio Pinci
- Oliviera di Poggio Pinci
- Villa di Salteano, nell'omonima località
- Villa di Segale, nell'omonima località
- Villa di Torre a Castello, nell'omonima località

### Architetture militari
- Mura di Asciano

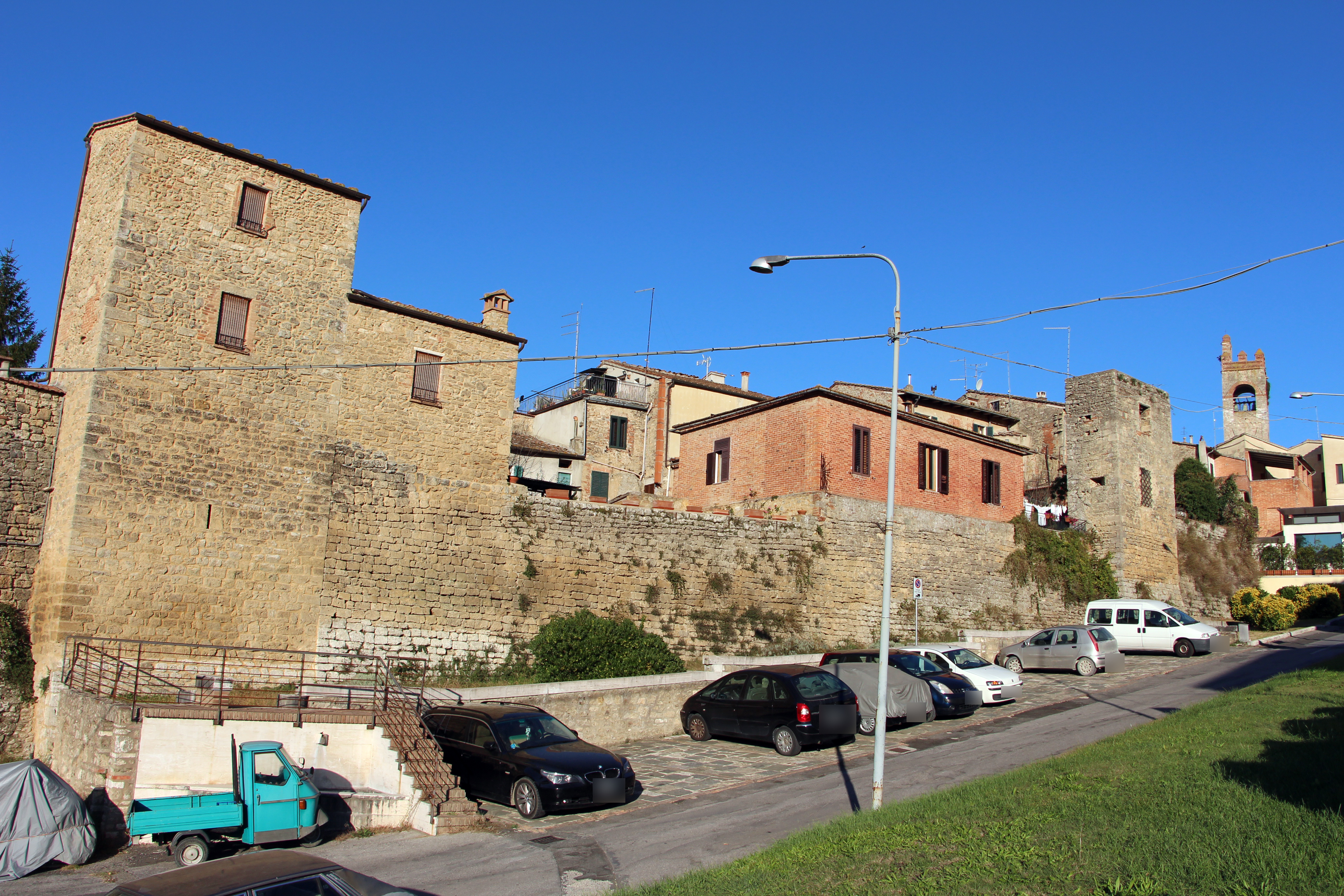
Mura di Asciano

- Borgo-Castello di Monte Sante Marie, nell'omonima località
- Castello di Calceno, nell'omonima località
- Castello di Chiusure, nell'omonima località
- Castello di Gallico
- Castello di Leonina, nell'omonima località
- Castello di Monselvoli, nell'omonima località
- Castello di Montebaroni, nell'omonima località
- Castello di Montecalvoli, nell'omonima località
- Castello Ugurgieri a Monte Sante Marie
- Castello di Vescona, nell'omonima località (fortificazione scomparsa che sorgeva presso l'attuale Fattoria Chigi)
- Torre a Castello, torre che conferisce la denominazione alla località in cui sorge
- Torre di Monte Oliveto Maggiore, nell'omonima località
- Torre di Sant'Alberto a Montalceto
- Torre di San Giuseppe, presso Stazione di Asciano

## Società

### Evoluzione demografica
Abitanti censiti

### Etnie e minoranze straniere
Secondo i dati ISTAT al 31 dicembre 2009 la popolazione straniera residente era di 786 persone. Le nazionalità maggiormente rappresentate in base alla loro percentuale sul totale della popolazione residente erano:
- Romania 232 (3,20%)
- Serbia 112 (1,55%)
- Albania 90 (1,24%)

### Eventi
Palio dei Ciuchi
Una delle manifestazioni più importanti di Asciano è il "Palio dei Ciuchi" una competizione che si tiene la seconda domenica di settembre: all'interno del vecchio stadio comunale "G. Marconi" corrono 7 somari ognuno rappresentante una delle sette contrade del paese (il Corso, il Prato, la Tranquilla, la Corona, la Stazione, Piazza del Grano, la Pergola).
Ogni contrada ha dei propri colori ed un proprio emblema.
- Corona: rosso e giallo, il simbolo è una corona Reale.
- Corso: blu e giallo, il simbolo è la torre civica dell'orologio.
- Pergola: verde e giallo, il simbolo è una vite.
- Piazza del grano: rosa, nero e bianco, il simbolo è la fontana collocata in Piazza del grano.
- Prato: bianco, verde e nero, il simbolo è un gallo.
- Stazione: bianco e nero (e oro), il simbolo è una locomotiva.
- Tranquilla: rosso e bianco, il simbolo è una colomba.

Ultimo palio vinto: 11 settembre 2022 dalla Nobil Contrada del Corso con Giuseppe Schillaci detto "Skilla".
| Anno | Contrada         | Fantino                             |
| ---- | ---------------- | ----------------------------------- |
| 1980 | Corso            | Giuseppe Pes "Il Pesse"             |
| 1981 | Prato            | Marco Raffaelli "Izzi"              |
| 1982 | Corso            | Franco Giannetti "Fracco"           |
| 1983 | Prato            | Marco Raffaelli "Izzi"              |
| 1984 | Stazione         | Gianpaolo Lucatti "Nana"            |
| 1985 | Stazione         | Gianpaolo Lucatti "Nana"            |
| 1986 | Corona           | Antonio De Gortes "Zanna Bianca"    |
| 1987 | Prato            | Antonio De Gortes "Zanna Bianca"    |
| 1988 | Corso            | Alberto De Gortes "Stinchelli"      |
| 1989 | Tranquilla       | Alberto De Gortes "Stinchelli"      |
| 1990 | Pergola          | Alberto De Gortes "Stinchelli"      |
| 1991 | Prato            | Fabrizio Nucci "Pulpetta"           |
| 1992 | Pergola          | Alessandro Duranti "Il Bombino"     |
| 1993 | Prato            | Fabrizio Nucci "Pulpetta"           |
| 1993 | Prato            | Alessandro Duranti "Bobino"         |
| 1994 | Corona           | Fabrizio Moscadelli "Fizio"         |
| 1995 | Tranquilla       | Saulo Gambelli "Artista"            |
| 1996 | Prato            | Diego Guerrini "Cucciolo"           |
| 1997 | Pergola          | Salvatore De Riu "Rio Grande"       |
| 1998 | Piazza del Grano | Salvatore De Riu "Rio Grande"       |
| 1999 | Pergola          | Salvatore De Riu "Rio Grande"       |
| 2000 | Prato            | Lamberto Calderini "Gigi Scarselli" |
| 2001 | Piazza del Grano | Giacomo Equatori "Siano"            |
| 2002 | Corso            | Lamberto Calderini "Gigi Scarselli" |
| 2003 | Tranquilla       | Lorenzo Polloni "Polline"           |
| 2004 | Corso            | Francesco Landi "Il Golino"         |
| 2005 | Tranquilla       | Lorenzo Polloni "Polline"           |
| 2006 | Piazza del Grano | Giacomo Equatori "Siano"            |
| 2007 | Stazione         | Roberto Calderini "Il Cardella"     |
| 2008 | Stazione         | Roberto Calderini "Il Cardella"     |
| 2009 | Corso            | Francesco Landi "Il Golino"         |
| 2010 | Corona           | Lamberto Calderini "Gigi Scarselli" |
| 2010 | Stazione         | Roberto Calderini "Il Cardella"     |
| 2011 | Corona           | Giacomo Dominici "Lionel"           |
| 2012 | Stazione         | Roberto Calderini "Il Cardella"     |
| 2013 | Tranquilla       | Riccardo Mura "Il Gavino"           |
| 2014 | Stazione         | Roberto Calderini "Il Cardella"     |
| 2015 | Prato            | Alessio Deriu "Pampero"             |
| 2016 | Piazza del Grano | Antonio Romeo "Ortica"              |
| 2017 | Corona           | Francesco Landi "il Golino"         |
| 2018 | Prato            | Alessio Deriu "Pampero"             |
| 2019 | Prato            | Alessio Deriu "Pampero"             |
| 2021 | Prato            | Alessio Deriu "Pampero"             |
| 2022 | Corso            | Giuseppe Schillaci "Skilla"         |
| 2023 | Stazione         | Simone Giannettoni "Baccano"        |

## Cultura

### Musei
- Museo di palazzo Corboli (Civico, archeologico e d'arte sacra), classificato dal Daily Telegraph tra i quindici migliori piccoli musei in Italia[17]. conserva, tra l'altro, la pala della Natività della Vergine del Maestro dell'Osservanza
- Museo Cassioli (conserva importanti opere di pittura senese del XIX secolo)

## Geografia antropica

### Frazioni
Il comune di Asciano, fatta eccezione per il capoluogo, conta quattro frazioni.
- Arbia (185 m s.l.m., 1 582 abitanti)
- Castelnuovo Scalo (216 m s.l.m., 91 ab.)
- Chiusure (401 m s.l.m., 116 ab.)
- Torre a Castello (331 m s.l.m., 52 ab.)

### Altre località del territorio
Tra le località minori sparse nel territorio comunale di Asciano si ricordano principalmente alcuni piccoli borghi e villaggi, in molti casi sorti in epoca medievale e un tempo centri amministrativi, che oggi sono scarsamente popolati e considerati semplici località abitate: Calceno, Campana, Camparboli, Casabianca, Casanova Pansarine, Castelnuovo Grilli, Collanza, Grania, Leonina, Medane, Monselvoli, Montalceto, Montauto, Montebaroni, Montecalvoli, Montecerconi, Montecontieri, Montemori, Monte Oliveto Maggiore, Monte Sante Marie, Mucigliani, Pievina, Podere Il Poggio, Poggio Pinci, San Martino in Grania, San Vito, Vescona.

## Amministrazione
Di seguito è presentata una tabella relativa alle amministrazioni che si sono succedute in questo comune.
| Periodo        | Periodo        | Primo cittadino    | Partito                                                        | Carica  | Note   |
| -------------- | -------------- | ------------------ | -------------------------------------------------------------- | ------- | ------ |
| 11 luglio 1985 | 8 giugno 1990  | Silvano Gotti      | Partito Comunista Italiano                                     | Sindaco | [ 19 ] |
| 8 giugno 1990  | 24 aprile 1995 | Silvano Gotti      | Partito Democratico della Sinistra, Partito Comunista Italiano | Sindaco | [ 19 ] |
| 24 aprile 1995 | 14 giugno 1999 | Franca Mariotti    | centro-sinistra                                                | Sindaco | [ 19 ] |
| 14 giugno 1999 | 14 giugno 2004 | Franca Mariotti    | centro-sinistra                                                | Sindaco | [ 19 ] |
| 14 giugno 2004 | 8 giugno 2009  | Roberto Pianigiani | centro-sinistra                                                | Sindaco | [ 19 ] |
| 8 giugno 2009  | 26 maggio 2014 | Roberto Pianigiani | centro-sinistra                                                | Sindaco | [ 19 ] |
| 26 maggio 2014 | 27 maggio 2019 | Paolo Bonari       | centro-sinistra                                                | Sindaco | [ 19 ] |
| 27 maggio 2019 | in carica      | Fabrizio Nucci     | centro-sinistra                                                | Sindaco | [ 19 ] |

### Gemellaggi
- Il Comune è gemellato con il Nicchio, una delle 17 contrade di Siena.[20]
- Il Comune è gemellato con La Roque-d'Anthéron.[21]